# Hua Chunying
Dans ce nom chinois, le nom de famille, Hua, précède le nom personnel.
Pour les articles homonymes, voir Hua.
Hua Chunying (华春莹), née en avril 1970 à Huai'an, est une femme politique chinoise. Elle est directrice adjointe du département de l'information du ministère des Affaires étrangères de la république populaire de Chine. Hua Chunying est la cinquième femme porte-parole et la 27e porte-parole depuis que le système des porte-paroles fut créé au sein du ministère en 1983.

## Biographie
Hua Chunying est née dans une famille hautement éduquée à Huai'an, dans la province du Jiangsu, et ses parents étaient tous deux fonctionnaires. Son père était le premier secrétaire de la Commission de contrôle de la discipline du Parti communiste chinois dans la région de Huai’an et sa mère était la directrice adjointe d'un district local. Elle est diplômée de l'université de Nankin en 1992, où elle se spécialise en anglais à l'école des langues étrangères.
Après l'obtention de son diplôme, Hua Chunying est nommée fonctionnaire au département de l'Europe occidentale, où elle travaille durant vingt ans, avant d'en devenir la porte-parole. À partir de 1995, elle passe quatre ans à Singapour en tant qu'attachée. En 2003, elle passe du poste de secrétaire à celui de conseillère au sein de la mission de la Chine auprès de l'Union européenne ; elle quitte cette fonction en 2010.
En 2012, Hua Chunying est promue directrice adjointe du département des informations au ministère des Affaires étrangères de la République populaire de Chine ; elle est en même temps la porte-parole de ce ministère.
En 2015, elle critique l'appel des États-Unis à libérer le défenseur des droits de l'homme Pu Zhiqiang en déclarant : « Je pense que beaucoup de gens ont le même sentiment que moi, à savoir que certains Américains ont un cœur trop grand et une main trop longue. Washington devrait s'attaquer aux problèmes des droits de l'homme à la maison et cesser d'essayer d'être le policier ou le juge du monde ».
Le 2 août 2022, le déplacement de Nancy Pelosi, la présidente de la Chambre des représentants des États-Unis à Taïwan provoque un incident diplomatique avec Pékin, qui considère cette visite comme une provocation. Étant porte-parole du ministère chinois des Affaires étrangères, Hua Chunying déclare à ce sujet : « Les États-Unis porteront la responsabilité et devront payer le prix de cette atteinte à la souveraineté et aux intérêts stratégiques de la Chine ».